# Copidosoma lymani
Copidosoma lymani är en stekelart som beskrevs av Howard 1907. Copidosoma lymani ingår i släktet Copidosoma och familjen sköldlussteklar. Inga underarter finns listade i Catalogue of Life.